# ベラナ・トレス
ベラナ・トレス (B'Elanna Torres) は、アメリカ合衆国のSFテレビドラマ『スタートレック:ヴォイジャー』に登場する架空の人物。ロクサン・ドースンが演じた。日本語版の声優は五十嵐麗。

## 概要
スタートレックシリーズの中で初めての女性の機関主任。下記にあるような人物像設定により、クリンゴン人と地球人とのハーフという出自を持つキャラクターとしての苦悩と克服、さらにはレギュラークルー同士のシリーズを通した恋愛も描かれる。

## 作中の人物像
父が地球人、母がクリンゴン人の女性。このためクリンゴンの特徴である額の隆起が、純血のクリンゴンよりも低い。5歳のときに父と別れ、母に育てられるものの、当時連邦とクリンゴンの仲が悪かったこと、祖母がクリンゴンの流儀に厳しかったこともあり関係は芳しくなく、クリンゴンの感情的な部分に振り回されることに悩んでいた。ウォーフに次いで、宇宙艦隊アカデミーに入学した二人目のクリンゴン人となった（俊足で陸上部に所属していた）ものの、うまく行かず中退して反カーデシア組織『マキ』に参加する。
だがバッドランドを航行中、管理者（ケアテイカー）と呼ばれる生命体により、宇宙船ごと銀河系の反対側にひきよせられる。ハリー・キムとともに管理者から、管理者の分身を作るための試料として、管理者の組織片を移植され、オカンパ人の地下都市の中央病院に幽閉されるが、キャスリン・ジェインウェイ艦長一行に救出された。乗っていたマキの宇宙船は大破してしまったため、同じく引き寄せられた宇宙艦隊のU.S.S.ヴォイジャーにマキメンバーと共に乗り込み、地球帰還を目指す事となった。
ヴォイジャーでは技能を認められて、『階級が、臨時中尉』、『職業を、機関主任』に任命された（ヴォイジャー艦内では人手不足の為、マキ出身者にも階級が与えられている。階級章のデザインは異なる）。地球帰還のためにエンジン修理や改良と忙しい日々を送っていく。旅の途中で乗員になった元ボーグのセブン・オブ・ナインとは喧嘩仲間である。パイロットのトム・パリスとも喧嘩仲間であったが、やがて結婚し、地球帰還時に子供を産んだ。
家族が離散したのは自らのクリンゴンの血のせいだと思い込んでおり、それを疎ましく思ってきた。そのため、母や祖母に教わったクリンゴン文化はほとんど身についておらず、自らの文化に誇りを持つ一般的なクリンゴンと比べれば異質で、考え方はほとんど人間に近い（この点は地球人に育てられながらもクリンゴンであろうとするウォーフとはまったく違う点である）。このことはクリンゴンの世界では大変な不名誉とみなされているようで、母ミラルはトレスの行状によってグレトールへ送られそうになっている。仕事の上ではクリンゴンの気質が勝り短気だが、好きな男性の前では完全に人間の女性であり、またそう扱われたいと思っている。旅を続ける中で、バルカン人であるトゥヴォックからは感情を制御する瞑想法を学び、また、ヴィディア人によって“クリンゴンのベラナ”と“地球人のベラナ”に分離させられたとき、事故で生死の淵をさまよったとき、妊娠したときなど、自分の中のクリンゴンの部分や自分と両親との関係を見つめ直す様々な経験を通じて、ハーフである自分を受け入れるようになった。
- 出身 - ケシク4号星（惑星、連邦植民地）
- 種族 - クリンゴン人と地球人のハーフ
- 国籍 - 惑星連邦
- 職業 - 機関主任（機関部長）
- 階級 - 臨時中尉
- 家族
  - ミラル（母）
  - ジョン・トレス（父）